# Bulbophyllum corolliferum
Bulbophyllum corolliferum là một loài phong lan thuộc chi Bulbophyllum.

## Hình ảnh

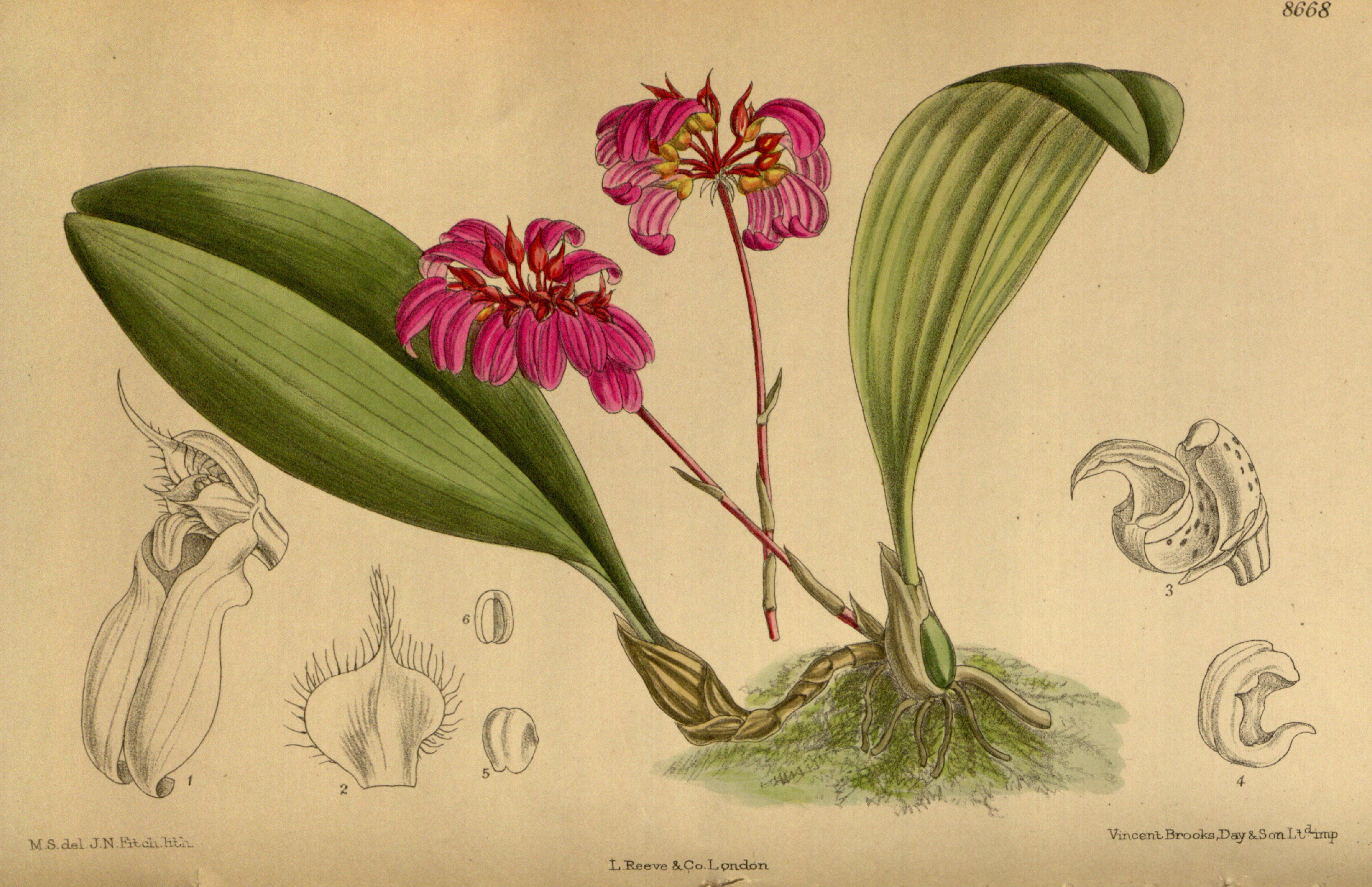
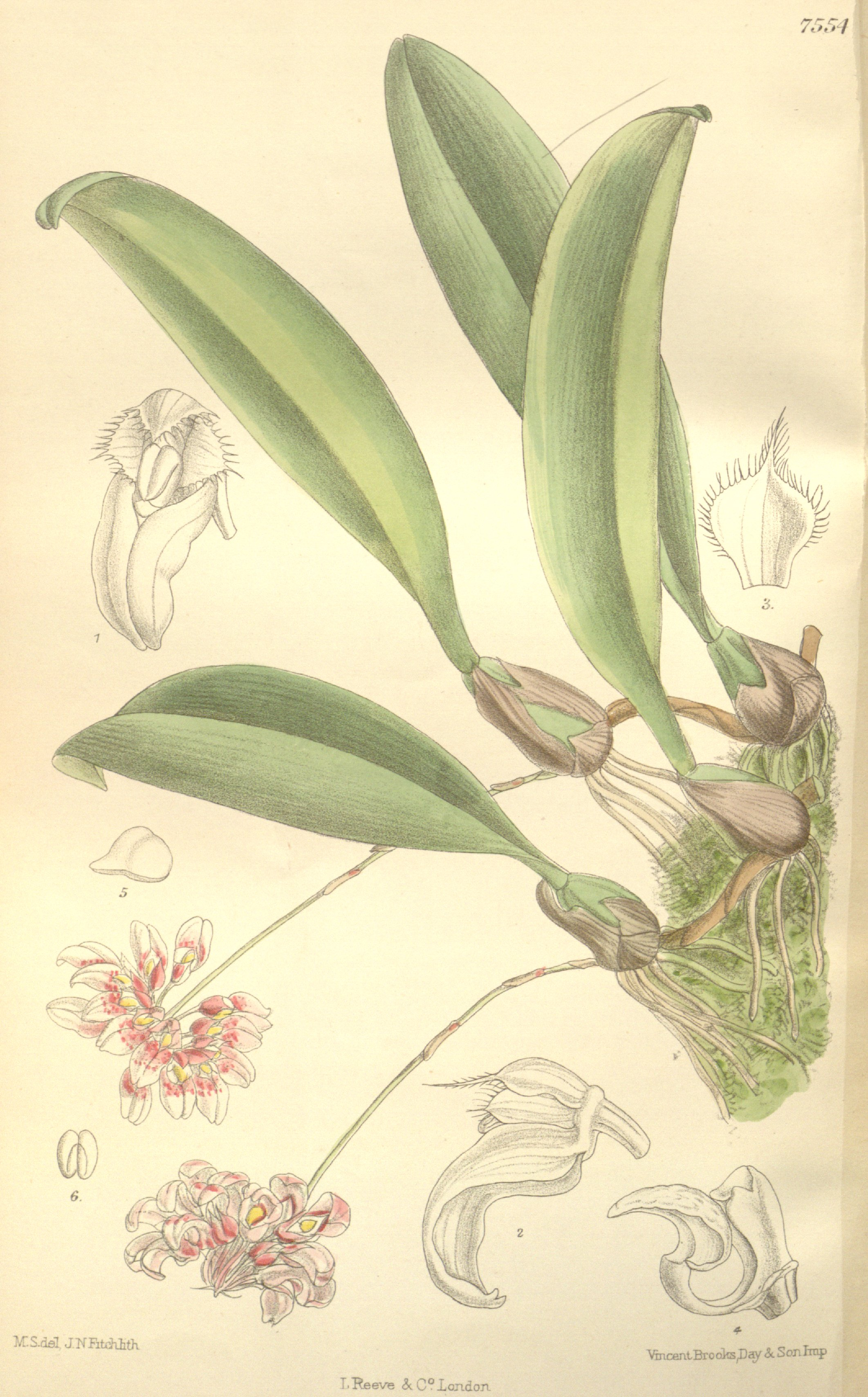
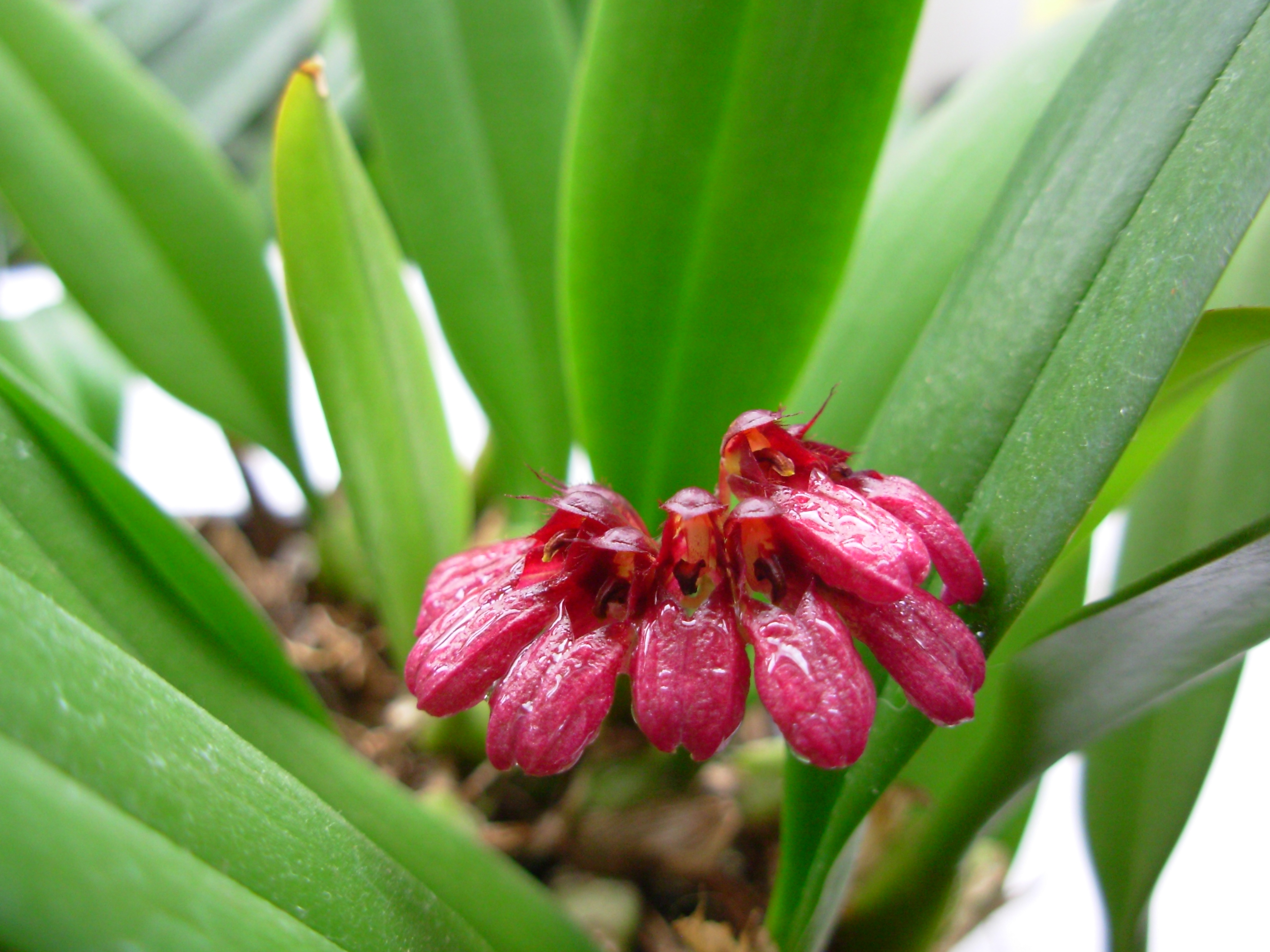